# Richard Bentley
Richard Bentley (Oulton, cerca de Wakefield, Yorkshire, 27 de enero de 1662 – 14 de julio de 1742) fue un filólogo, helenista y cronólogo inglés.

## Biografía
Su padre estuvo vinculado a la causa realista; su madre le enseñó latín y le envió a la escuela de Wakefield. A los catorce años marchó al St. John's College de Cambridge. Pasó a ser tutor del hijo del deán de San Pablo en Londres, donde pasó seis años. El deán, Stillingfleet, poseía una completísima biblioteca de la que se aprovechó Bentley para poner los sólidos fundamentos de su erudición clásica.
En 1690 Bentley se ordenó sacerdote, y Stillingfleet fue nombrado obispo de Worcester. Bentley había pasado de Cambridge al Wadham College de Oxford, y allí disfrutaba especialmente con los tesoros de la biblioteca Bodleyana, pero tuvo que abandonar Oxford para ir con el flamante obispo Stillingfleet a Worcester, no sin escribir antes su Epistola ad Johannem Millium, esto es, al teólogo y helenista John Mill (1645–1707), cuya publicación en 1691 le dio prestigio como humanista. En esas cien páginas ya se apercibía que era un excepcional crítico y filólogo, muy fuera de lo común.
El científico Robert Boyle había dejado una suma de dinero para que se predicase contra el ateísmo y el deísmo y Bentley fue encargado de ello; ese es el origen de su Refutación del ateísmo de 1692, en la que usó en parte las teorías de Isaac Newton y otras disciplinas científicas en vez de la teología y la erudición bíblica, hecho que originó las complacidas Cuatro cartas de Sir Isaac Newton al mismo. Una continuación de las conferencias de Bentley se ha perdido; fue nombrado bibliotecario real y se doctoró en teología por Cambridge.
Se sabe que montó una tertulia en el palacio de San Jaime con personajes de la talla de Newton, Christopher Wren y John Locke. En 1697 apareció su Disertación sobre las epístolas de Fálaris, que tuvo segunda edición ampliada en 1699 y acreditó su prestigio en toda Europa a pesar de la opinión contraria que inútilmente intentaron probar Charles Boyle y Francis Atterbury en su contra. 
En 1700 fue nombrado Master (rector) del Trinity College de Cambridge y casó al año siguiente. Su nombramiento fue muy impopular entre los miembros del claustro del Trinity College, y Bentley se pasaría los siguientes 42 años, hasta el momento de su fallecimiento, en continuos conflictos con los fellows (miembros del claustro) del Trinity, que intentarían en repetidas ocasiones que fuera cesado o depuesto de su cargo de Master. La raíz de los conflictos entre Bentley y los fellows del Trinity, parece relacionada con su actitud autoritaria, sus grandes gastos, su desdén por las normas, y su desvío de fondos para sufragar costosas remodelaciones en el College, en particular las de su propia residencia. En 1710 los fellows de Trinity apelaron al obispo de Ely, por entonces máxima autoridad responsable del Trinity College, para que Bentley fuera expulsado del mismo; Bentley se defendió con un vigoroso libelo contra los fellows, The Present State of Trinity College (1710). 
Los fellows retiraron su petición al obispo, pero contra-atacaron apelando directamente a los tribunales de la Corona británica. En 1714 los tribunales dictaminaron que Bentley era culpable de haber violado 54 estatutos del Trinity College, y ordenaron al obispo de Ely que cesara a Bentley. Por fortuna para Bentley, el obispo John Moore murió antes de poder ejecutar la sentencia, con lo que ésta quedó suspendida. En 1718, los fellows consiguieron que la Universidad de Cambridge rescindiera los títulos académicos de Bentley; sin embargo, Bentley era profesor regio, un nombramiento de la Corona inglesa, por lo que perder sus títulos no lo descalificó para seguir siendo master. Bentley apeló a los tribunales, y sus títulos académicos fueron repuestos por éstos en 1724. En 1733 los fellows reactivaron su petición ante el nuevo obispo de Ely, quien esta vez sí falló en contra de Bentley, y ordenó que Bentley fuera depuesto. Por fortuna para Bentley, el encargado de ejecutar la deposición debía de ser, según los estatutos del College, el vice-master (vicerrector) del mismo, y éste era su amigo el filósofo Richard Walker, quien se negó a ejecutar la sentencia. Los fellows trataron por un lado modificar los estatutos para permitir al obispo de Ely deponer a Bentley directamente, y al mismo se pleitearon con el mismísimo Rector de la Universidad de Cambridge, otro amigo de Bentley, a fin de que los tribunales ordinarios ordenaran al Rector de la Universidad que éste ordenara al vice-master del Trinity College que depusiera a Bentley. Antes de que el caso fuera resuelto, Bentley había fallecido. 
Durante todos estos conflictos, Bentley siguió con su actividad académica. En 1715 publicó un sermón sobre el papismo y en 1717 fue elegido profesor regio de Teología. Editó los fragmentos de Calímaco, identificó varios más que no se conocían y propuso varias enmiendas. Ayudó al filólogo Küster en su edición del Suidas y a Hemsterhuys en la de su Polux. Destacó especialmente en estudios sobre Cronología.
Bentley por su parte editó a Horacio (1711), Terencio (1726), Publilio Siro y Manilio (1739). También aportó su opinión en ediciones de Suetonio, Cicerón y Nicandro, y en cuestiones de epigrafía. En sus últimos años se propuso editar el Nuevo Testamento y a Homero. Había acumulado en treinta años de esfuerzo no menos de treinta mil variantes del Nuevo Testamento, e intentó reproducir el texto más antiguo en su opinión en vez de corregir el textus receptus. Ayudado por los benedictinos franceses dedicó veinte años de esfuerzo a establecer ese texto, pero murió antes de culminar su proyecto. En cuanto a Homero, sólo queda una serie de anotaciones y acotaciones y su famosa explicación de la digamma, en la cual dedujo la existencia de este fonema sin expresión gráfica con razones métricas y lingüísticas, lo que supuso un hito para el humanismo europeo, pues por primera vez los filólogos modernos sobrepasaron a los antiguos, pese a que ese hallazgo no fue comprendido ni aceptado por sus contemporáneos.

## Obras
- Works of Richard Bentley, ed. de Alexander Dyce, 1836.
  - Vols. I–II: "Dissertations upon the epistles of Phalaris, Themistocles, Socrates, Euripides, and upon the fables of Aesop; also, Epistola ad Joannem Millium".
  - Vol. III "Sermons preached at Boyle's lecture; remarks upon a discourse of free-thinking; proposals for an edition of the Greek testament".
- Sermones, pronunciados en 1692 para la fundación de Robert Boyle
- Disertación sobre las cartas apócrifas de de Temístocles, Sócrates, Eurípides, Fálaris, y sobre las Fábulas de Esopo, 1697
- Observaciones sobre Aristófanes, Menandro y Filemón, 1710
- Ediciones de Horacio (Cambridge, 1711; Ámsterdam 1713), de Terencio, de Fedro y de Publilio Siro, 1726, así como de Marco Manilio, 1739
- Una edición de John Milton, 1732
- Notas sobre el Discurso sobre la libertad de pensar de Anthony Collins, 1713, que publicó bajo el nombre de Phileleutherus lipsiensis (traducido al francés bajo el título de Friponnerie des esprits forts por Armand La Chapelle, 1738)
- Cartas muy a menudo reimpresas, en especial en Londres en 1842, 2 vols. en octavo.
- Opuscula philologica, Leipzig, 1781.
- Bentleii Critica Sacra (1862), ed. de A. A. Ellis.
- A Letter to the Reverend Master of Trinity College in Cambridge, Editor of a New Greek and Latin Testament (1721)
- A confutation of atheism from the origin and frame of the world, a sermon (1692)
- A Defence of natural and revealed religion: being an abridgment of the lecture founded by the Honble Robert Boyle (1737)
- Eight Sermons Preach'd at the Honourable Robert Boyle's Lecture (1724)
- Remarks upon a late Discourse of free-thinking: in a letter to N. N. (1725)
- The Folly and Unreasonableness of Atheism: Demonstrated from the Advantage and Pleasure of a Religious Life, The faculties of Human Souls, The Structure of Animate Bodies, & The Origin and Frame of the World: In Eight Sermons (1693)
- Bentlei et doctorum-virorum ad eum Epistolae (1807)
- The Correspondence of Richard Bentley, ed. de C. Wordsworth (1842)